# Okino.ua
oKino.ua — український вебсайт про кінематограф. Сайт функціонує з 2007 року. 

## Вміст
На сайті містяться новини кіно, розклад українського кінопрокату та щотижневі огляди українського бокс офісу. На основі рейтингу від користувачів ресурсу формується список «100 найкращих фільмів oKino.ua». Сайт цитують українські ЗМІ.
У 2013 році сайт отримав власний офіційний додаток для iPhone.. До 2015 року сайт також створював власне багатоголосе озвучення українською для деяких трейлерів.[джерело?]

## Відвідуваність
Станом на червень 2018 року щоденна кількість неунікальних відвідувачів сайту складала приблизно 19 тис. (згідно з даними EasyCounter), щомісячна кількість неунікальних відвідувачів складала приблизно 560 тис. і сайт став 4193-м найвідвідуванішим сайтом України (згідно з даними SimilarWeb). Згідно з даними Alexa станом на червень 2018 року, сайт 3044-м найвідвідуванішим сайтом України

## Зауваги
1. ↑  З 2007 року по травень 2008 року сайт мав домен okino.org